# Sylwester Kwiecień
Sylwester Andrzej Kwiecień (ur. 25 grudnia 1961 w Godowie) – polski samorządowiec, prezydent Starachowic (2002–2006, 2014).

## Życiorys
Ukończył studia administracyjne w Wyższej Szkole Handlowej w Kielcach. Pracował w Fabryce Samochodów Ciężarowych „Star”. W latach 1995–2002 przewodniczył ZZ „Metalowcy” w tym zakładzie. W latach 1994–2002 zasiadał w starachowickiej radzie miasta.
Został przewodniczącym struktur SLD w powiecie starachowickim. Wiosną 2002 powołany przez radnych na urząd prezydenta Starachowic (po odwołaniu Janusza Wierzbickiego). W wyborach samorządowych w 2002 z ramienia Sojuszu Lewicy Demokratycznej uzyskał reelekcję na to stanowisko. Cztery lata później bez powodzenia ubiegał się o reelekcję, przegrywając w drugiej turze z kandydatem PiS. W tych samych wyborach uzyskał ponownie mandat radnego, który utrzymał również w 2010, został następnie zastępcą prezydenta Wojciecha Bernatowicza, który utracił stanowisko na skutek prawomocnego wyroku skazującego.
W przedterminowych wyborach w maju 2014 jako kandydat SLD Sylwester Kwiecień został wybrany na urząd prezydenta Starachowic. W listopadzie tego samego roku nie został wybrany na kolejną kadencję, uzyskał natomiast mandat radnego miejskiego, który utrzymał także w 2018.

## Odznaczenia
Odznaczony Srebrnym (2002) i Brązowym (1998) Krzyżem Zasługi.